# Stemma dell'Accademia militare di Modena
Lo stemma dell'Accademia militare di Modena è stato concesso con decreto del presidente della Repubblica del 30 maggio 1950 (aggiornato in base a quanto disposto dallo SME con circolare n. 121 del 9 febbraio 1987 - Giornale Ufficiale del 14 febbraio 1987).

## Blasonatura
La blasonatura ufficiale dello stemma è la seguente :

### Descrizione
Lo stemma ha forma di scudo sannitico, partito di rosso e di oro, e al suo interno sono presenti quattro differenti armi. Da destra (araldica) in senso orario:
| Immagine | Descrizione |
| -------- | --- |
|          | Lo stemma della Regia accademia di fanteria e cavalleria di Modena (fondata nel 1860): in campo rosso lancia da torneo con banderuola azzurra incrociata a gladio romano sormontati da due stelle d'argento. Lo stemma si trova a destra (posizione più onorevole) in quanto la Fanteria e la Cavalleria sono armi più antiche dell'Artiglieria e del Genio. |
|          | Scudo partito con lo stemma di casa d'Este (aquila d'argento in campo azzurro) e l'emblema araldico dei duchi di Nemours (in onore della fondatrice della Reale accademia Maria Giovanna Battista di Savoia-Nemours): nel primo al cavallo argento in campo porpora, nel secondo fasciato d'oro e di nero traversato dal crancelino di verde, nel terzo di rosso alla croce d'argento con la bordatura d'oro e d'azzurro di 14 pezzi (correttamente dovrebbe essere di 8 pezzi). |
|          | A sinistra stemma della Regia accademia di artiglieria e genio di Torino (fondata nel 1678): aquila nera coronata d'oro su fondo dello stesso colore. |
|          | Scudo inquartato: nel primo e nel quarto quarto croce azzurra su fondo dorato (Modena); nel secondo e terzo quarto croce d'argento in campo rosso traversata in capo da un lambello di tre gocce, d'azzurro (Piemonte). Nel caso dell'ultimo simbolo si può rilevare che sarebbe stato forse più opportuno usare lo stemma di Torino, luogo dove ebbe sempre sede l'Accademia di artiglieria e genio.                                                                            |

In più si hanno, esternamente:
| Immagine | Descrizione                                       |
| -------- | ------------------------------------------------- |
|          | Corona turrita d'oro simboleggiante la Repubblica |
|          | Cartiglio con il motto.                           |

### Motto
La lista bifida è di color oro, svolazzante, collocata sotto la punta dello scudo, incurvata con la concavità rivolta verso l'alto, e riporta il motto latino: Una Acies (traducibile con "Una sola schiera"). L'Accademia, «fonte di reclutamento unico degli Ufficiali del Ruolo Normale dell'Esercito», sostituì con questo motto il precedente Preparo alle glorie d'Italia i nuovi Eroi per intendere, dopo la legge che stabiliva l'unificazione dei ruoli degli Ufficiale delle varie Armi, la loro sostanziale uguaglianza quale che fosse la formazione o l'impiego presso i Corpi.

### Fregio
Nella prima concessione del 1950 lo stemma era timbrato dal fregio pluriarma riservato alle Scuole:
Questo ornamento fu sostituito da una corona turrita d'oro secondo quanto prescritto dalla circolare dello Stato maggiore dell'Esercito n. 121 del 9 febbraio 1987.